# Oprang-jilga
Oprang-jilga är ett vattendrag i Kina, på gränsen till Pakistan.   Det ligger i provinsen Xinjiang, i den västra delen av landet, omkring 4300 kilometer väster om provinshuvudstaden Fuzhou.
Genomsnittlig årsnederbörd är 357 millimeter. Den regnigaste månaden är mars, med i genomsnitt 53 mm nederbörd, och den torraste är januari, med 9 mm nederbörd.